# Eduard Suess
Eduard Suess (Londres, 20 de agosto de 1831-Viena, 26 de abril de 1914) fue un geólogo austriaco experto en la geografía de los Alpes. Es el responsable del descubrimiento de dos significantes características geográficas ya perdidas: el supercontinente Gondwana (propuesto en 1861) y el océano Tetis.

## Biografía

Suess fue el descubridor de la existencia del bloque continental Gondwana.

Era el hijo mayor de Adolph Suess, un comerciante luterano de Sajonia, y Eleonore Zdekauer. A los tres años su familia se mudó a Praga y, luego, cuando tenía 14 años a Viena. Interesado desde joven en la geología, publicó su primer trabajo a los 19 años (sobre la geología de Karlovy Vary, ahora en la República Checa). En 1855, se casó con Suess Hermine Strauss, la hija de un prominente médico de Praga, con la que tuvo cinco hijos y una hija.

### Die Enststehung der Alpen
Suess tenía 44 años cuando publicó Die Enststehung der Alpen en 1875. Dicho libro solo tenía 168 páginas y ninguna ilustración. Se basaba principalmente en las observaciones de Suess en Bohemia (actual República Checa) y en los Alpes orientales. Los geólogos contemporanéos a Suess reconocieron su valor y el libro revolucionó  efectivamente el estudio de la tectónica. Con Die Enststehung der Alpen muestra Suess que la estratigrafía y la geología estructural pueden ocuparse para estudiar la orogénesis. En el libro también queda claro que las orogenias son fenómenos que deben entenderse a una escala global. El historiador de la ciencia A. M. Celâl Şengör señala que Suess resalta por su originalidad y gran capacidad de síntesis en el libro.
En el libro se rechaza la tesis de la elevación vertical de las cordilleras como resultado de la elevación de "núcleos cristalinos". Respecto a los Alpes, Suess enfatiza la importancia de los movimientos horizontales sobre los verticales. También se constata que las cordilleras son asimétricas y su vergencia varía. En Die Enststehung der Alpen Suess postula que las cordilleras se forman inicialmente con la aparición de una falla o plegamiento perpendiculares a la dirección de la presión lateral, terminando en el cabalgamiento de un lado sobre otro, lo que resulta en una asimetría.
En Die Enststehung der Alpen Suess muestra una postura crítica sobre el uso de episodios de orogénesis como base para subdividir la historia geológica en eras. En cambio, sugiere que las transgresiones y regresiones marinas pueden servir mejor para tal propósito.

### Das Antlitz der Erde
Entre 1883 y 1909 Suess publicó los tomos de su opus magnum Das Antlitz der Erde (Las caras de la Tierra). En ella postula que las orogenias se deben a la contracción de la Tierra. La contracción no es uniforme, así que las zonas que más se contraen, se han hundido hacia el interior formando las enormes depresiones que hoy ocupan los océanos. Al disminuir el área de la superficie terrestre, se generarían movimientos tangenciales que, según Suess, explican la compresión reflejada en las orogenias. Sin embargo, en el último tomo de Das Antlitz der Erde Suess reconoce que una contracción del planeta no es suficiente para explicar la compresión observada en algunas orogenias.

## Reconocimientos
Suess es considerado uno de los primeros expertos en ecología. Entre 1885 y 1901 publicó una síntesis comprensiva de sus ideas con el nombre de Das Antlitz der Erde (traducido como "Las caras de la Tierra"), que se convirtió en un influyente libro de texto durante varios años. En sus trabajos Suess introdujo también el concepto de biosfera, que luego fue ampliado por Vladimir I. Vernadsky en 1926.
- Ganó la Medalla Copley de la Royal Society en 1903.

## Eponimia
- El cráter lunar Suess lleva este nombre en su memoria.[5]
- El cráter marciano Suess también conmemora su nombre.[6]
- El asteroide (12002) Suess igualmente le debe su nombre.[7]